# Museu de História Natural da Palestina
O Museu de História Natural da Palestina ( MHNP; em árabe: متحف فلسطين للتاريخ الطبيعي ) é um museu de história natural localizado em Belém, Cisjordânia. Fundado em 2013, abriu ao público em 2017. As suas coleções incluem botânica, zoologia, entomologia, entre outras. A sua missão inclui a investigação, a colecta e trabalho educativo, para registar e ampliar a importância da biodiversidade e do património ambiental da Palestina.

## Localização
Faz parte da Universidade de Belém e está intimamente ligado ao Instituto Palestino para a Biodiversidade e Sustentabilidade. Em 2019, tinha uma equipa de 10 funcionários em tempo integral, tanto palestinianos como israelitas. O museu também possui um jardim botânico, um centro de reabilitação de vida selvagem, e um aviário. Além de funcionar como museu e centro de pesquisa, também administra programas educacionais para crianças.

## História
O museu abriu ao público a 12 de abril de 2017 e é o primeiro desse tipo na Palestina. A sua coleção começou a ser criada em 2014 por Mazin Qumsiyeh, um autor e cientista palestiniano que muitos anos antes tinha reconhecido a necessidade de haver um arquivo da biodiversidade palestiniana, bem como de de programas de investigação para compreender o seu significado. Os custos iniciais da fundação foram financiados por Mazin e Jesse Qumsiyeh, com uma doação de US$ 250.000, e pela Universidade de Belém, com um apoio de US$ 450.000.

## Coleções e investigação
Um dos objectivos principais do museu é a construção de uma coleção da biodiversidade da Palestina, que tem sido feita através de trabalhos de campo. Através de um projecto foram colectadas dez espécies de caracóis de água doce dos territórios palestinianos, incluídas na coleção do museu. A coleção de moluscos de água doce expandiu-se e agora inclui o primeiro exemplar de Planorbella duryi, uma espécie invasora na Palestina, vinda do próprio lago do museu. Outro programa de investigação, por sua vez, registou a biodiversidade e espécies únicas no sítio protegido de Wadi Qana, o único habitat conhecido de Pelobates syriacus na Cisjordânia.
A coleção entomológica inclui espécies de Cetoniinae da Cisjordânia ocupada, bem como uma coleção de 340 espécies de gafanhotos, um exemplar teratológico de Nezara viridula do jardim do museu, e o primeiro exemplar palestiniano da espécie invasora Cacyreus marshalli. Outra descoberta feita no jardim do museu é a do primeiro exemplar de um “morcego capturado por uma planta no mundo árabe”. O morcego, Pipistrellus kuhlii, foi capturado em Picris altissima L. Delile.
A coleção também inclui geologia, com um pequeno conjunto de fósseis de moluscos e equiodermos coletados em Beit Ummar. A coleção de botânica inclui exemplos de Orchidaceae e macrofungos, na coleção de herbário do museu. Uma espécie de vertebrado coletada é um espécime incomum de Heremites vittata.
O biólogo do museu, Mohammed Abusarhan, descreve o trabalho do MHNP como:

“O nosso trabalho no Museu de História Natural da Palestina aprofunda os nossos conhecimentos sobre a ecologia e o ambiente da Palestina. Fazemos viagens de campo para recolher amostras e estudar a biodiversidade na Palestina e publicamos artigos científicos que são os primeiros do seu género na Palestina."— Mohammed Abusarhan
O museu conduziu projectos de investigação sobre o impacto na biodiversidade dos colonatos judaicos e os efeitos subsequentes da poluição associada a esta expansão. Um estudo analisou localmente alterações na dieta alimentar dos bufos-reais, que sugeriram uma diminuição da biodiversidade na região.
Em 2019, o museu abrigava mais de 260 espécimes de plantas e acabava de inaugurar uma exposição, financiada pelo British Council, sobre a recolha do património agrícola palestiniano, através de objetos e histórias orais. Outras pesquisas culturais realizadas pelo museu incluem mudanças no conhecimento tradicional das plantas silvestres em Artas.
O próprio museu também tem sido objecto de investigação que examina o papel dos jardins botânicos como locais de construção nacional e de resistência.